# 1958 au Brésil
Chronologie du Brésil
- 1954
- 1955
- 1956
- 1957
- 1958
- 1959
- 1960
- 1961
- 1962

Cette page concerne des événements d'actualité qui se sont produits durant l'année 1958 au Brésil.

## Événements
- 16 janvier : affaire de l'ovni de l'île de Trindade ; un objet volant non identifié aurait été aperçu par l'équipage du Almirante Saldanha, navire de la marine brésilienne ;
- 25 janvier : le président Juscelino Kubitschek inaugure le premier réacteur nucléaire du Brésil et d'Amérique latine, le IEA-R1[1] ;
- 29 juin : le Brésil est champion du monde de football pour la première fois de son histoire, en battant la Suède 5 buts à 2 lors de la finale de la 16e coupe du monde[2] ;
- 14 juillet : assassinat d'Aída Curi à Rio de Janeiro, connu sous le nom d'affaire Aída Curi, au cours duquel les auteurs du viol et du meurtre d'Aída Curi jettent le corps de la jeune fille du 12e étage d'un immeuble afin de faire croire à un suicide[3] ;
- 3 octobre : élections générales brésiliennes, au cours desquelles sont renouvelés les gouverneurs des États, le sénat et la chambre des députés[4].

## Naissances
- 28 janvier : Maitê Proença, actrice.
- 8 février : Marina Silva, femme politique.
- 16 février : Oscar Schmidt, joueur de basket-ball.

## Décès
- 19 janvier : Cândido Rondon, militaire.
- 16 juin : Nereu de Oliveira Ramos, 20e président du Brésil.